# Claudio Druso
Tiberio Claudio Druso (in latino Tiberius Claudius Drusus; Roma, fra il 9 e il 12 – Pompei, 27) è stato un nobile romano, figlio del futuro imperatore Claudio e della sua prima moglie, Plauzia Urgulanilla.

## Biografia
Tiberio Claudio Druso nacque fra il 9 e il 12 a Roma, non molto dopo il matrimonio fra i suoi genitori, Claudio, che diversi decenni dopo sarebbe divenuto imperatore, e Plauzia Urgulanilla. Il matrimonio era stato combinato dalle rispettive nonne paterne, l'imperatrice Livia Drusilla, moglie di Augusto e madre di Tiberio e Druso (padre di Claudio), e Urgulania, stimata matrona e sua intima amica. I suoi genitori divorziarono fra il 24 e il 27, quando Plauzia, incinta, venne accusata di condotta immorale, adulterio e di aver tentato di coprire l'omicidio di sua cognata Apronia, moglie di Marco Plauzio Silvano e da lui uccisa, accusando invece l'ex moglie di Marco, Fabia Numantina, parente di Augusto. La bambina che Plauzia partorì cinque mesi dopo, Claudia, venne giudicata illegittima e ripudiata, tuttavia Claudio decise di non rinnegare anche Druso, che da quel momento venne considerato il suo unico figlio.
Nel 20, Druso venne promesso alla figlia neonata del potente prefetto Seiano, Elia Giunilla. Il fidanzamento non riscosse il favore del popolo, che disprezzava Seiano e le sue origini, tanto quanto invece celebrò quello, contemporaneo, di Nerone Cesare, cugino di Druso, con la nobile Giulia Livia. In ogni caso, Druso morì prima che Giunilla raggiungesse l'età da marito e il matrimonio potesse essere celebrato.
Druso morì intorno al 27 o poco prima, a Pompei, probabilmente nella cosiddetta villa di Cicerone, per cause non chiare. Si sospettò l'intervento di Seiano, ma altri sostengono che il ragazzo, "poco prima dell'età adulta", soffocò con un boccone di pera che aveva giocato a lanciare e riprendere con la bocca.

## Monetazione
In occasione del fidanzamento fra Druso e Giunilla la zecca di Mirina, nell'Eolide, coniò una serie di monete celebrative in bronzo.
Il dritto mostra un profilo di Druso con la scritta in greco koiné ΤΙ ΚΛΑΥΔΙΟϹ ΔΡΟΥϹΟϹ (Ti. Klaudios Drousos), mentre il rovescio mostra un profilo del dio Apollo con corona di alloro e lira e il nome della città, pure in greco, ΜΥΡΙΝΑΙΩΝ (Myrinaiōn).

## Eredità
Una statua di Druso era posta nel Sebasteion di Afrodisia, il tempio augusteo dedicato al culto degli imperatori e delle loro famiglie.
Druso è inoltre ricordato nell'epitaffio di suo zio materno Publio Plauzio Pulcro, che fu questore, augure e governatore della Sicilia.